# Jay Bothroyd
Jay Bothroyd (Islington, Anglaterra, 5 de maig de 1982) és un futbolista anglès. Va disputar 1 partit amb la selecció d'Anglaterra.

## Estadístiques
| Selecció d'Anglaterra | Selecció d'Anglaterra | Selecció d'Anglaterra |
| Anys                  | Partits               | Gols                  |
| --------------------- | --------------------- | --------------------- |
| 2010                  | 1                     | 0                     |
| Total                 | 1                     | 0                     |